# Anthurium rubrivellus
Anthurium rubrivellus är en kallaväxtart som beskrevs av Thomas Bernard Croat och D.C.Bay. Anthurium rubrivellus ingår i släktet Anthurium och familjen kallaväxter. Inga underarter finns listade.